# Síť balkánských univerzit
Síť balkánských univerzit nebo Asociace balkánských univerzit (BAUNAS) byla založena po rozpadu Jugoslávie a zakládala nové univerzity. Prováděla také na univerzitách na Balkáně tzv. Boloňský proces.
Cílem této organizace je výměna know-how a zkušeností v oblasti výzkumu a vzdělání, vzájemné uznávání certifikátů, podpora studentů a profesorů, zlepšení mobility mezi univerzitami a využívání podpůrných programů k výměnným pobytům studentů. Kromě hromadných setkání pořádají také konference, kterých se mohou účastnit všechny univerzity.
Konference této organizace se konají pokaždé na jiném místě, zpravidla na půdě univerzity jednoho z členů. V roce 2018 se pořádala na Státní univerzitě v Tetovu.
V roce 2016 se generálním sekretářem stal Erhan Tabakoglu, rektor univerzity Trakya v Edirne. Od roku 2018 je Erhan Tabakoglu nejvyšším prezidentem organizace a prezidentem je Pericles A. Mitkas. Novým cílem organizace je navázání spolupráce se Sítí univerzit u Černého moře (BSUN).

## Členové
| Země                    | Instituce |
| ----------------------- | --- |
| Albánie                 | Tiranská univerzita Medicínská univerzita Univerzita Epoka Univerzita Eqrem Çabeje Univerzita Fan Noli Univerzita Luigj Gurakuqi Univerzita Vitrina |
| Bosna a Hercegovina     | Univerzita v Sarajevu Univerzita v Mostaru Univerzita v Tuzle Univerzita v Zenici |
| Bulharsko               | Zemědělská univerzita v Plovdivu Americká univerzita v Bulharsku Sofijská univerzita Svobodná univerzita v Burgasu Univerzita Veliko Tarnavo Univerzita knihovnictví a informačních technologií Technická univerzita ve Varně Technická univerzita v Gabrovu Medicínská univerzita ve Varně Univerzita Konstantina z Preslavu Potravinářská univerzita Svobodná univerzita ve Varně Medicínská univerzita v Plevenu |
| Chorvatsko              | Univerzita v Zadaru |
| Černá Hora              | Středozemní univerzita Černohorská univerzita |
| Kosovo                  | Univerzita Illiria Prištinská univerzita |
| Moldavsko               | Comratská univerzita |
| Rumunsko                | Ovidiova univerzita Univerzita v Bukurešti Univerzita Andereie Saguny |
| Řecko                   | Aristotelova univerzita v Soluni Makedonská univerzita Univerzita v Ioannině Demokritova univerzita Univerzita v Thesálii |
| Severní Kypr (de facto) | Evropský univerzita v Lefke |
| Severní Makedonie       | Univerzita FON Univerzita ve Skopje Státní univerzita v Tetovu Mezinárodní balkánská univerzita Univerzita Sv. Klementa z Ochridu Jihovýchodní evropská univerzita |
| Srbsko                  | Bělehradská univerzita Umělecká univerzita v Bělehradě Univerzita v Novi Sadu Univerzita Priština Univerzita v Kragujevaci |
| Turecko                 | Univerzita Trakya Univerzita Dokuz Eylül Univerzita Galatasaray Istanbulská univerzita Univerzita Namıka Kemala Univerzita Fırat Univerzita Süleymana Demirela Atatürkova univerzita Univerzita Yozgat Bozok Univerzita Kırklareli Univerzita Çanakkale Onsekiz Mart |

## Hostující členové
- Státní univerzita v Baku
- Bádensko-Württemberská kooperativní univerzita Loerrach
- Univerzita Štýrský Hradec